# COVID-19-uitbraak in het Witte Huis

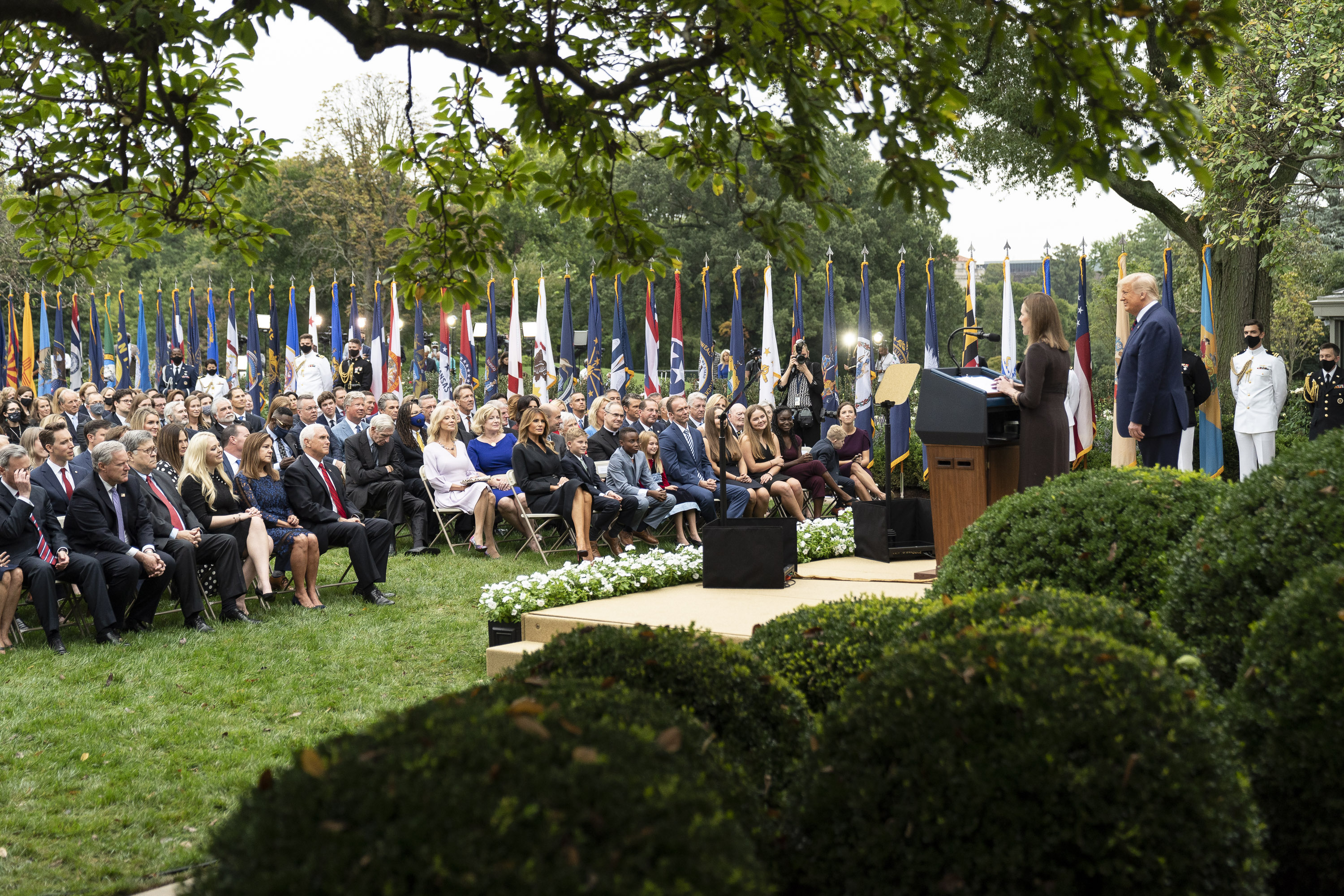
Het evenement in de rozentuin van het Witte Huis, om de voordracht van Amy Coney Barrett als opperrechter in het Hooggerechtshof aan te kondigen.

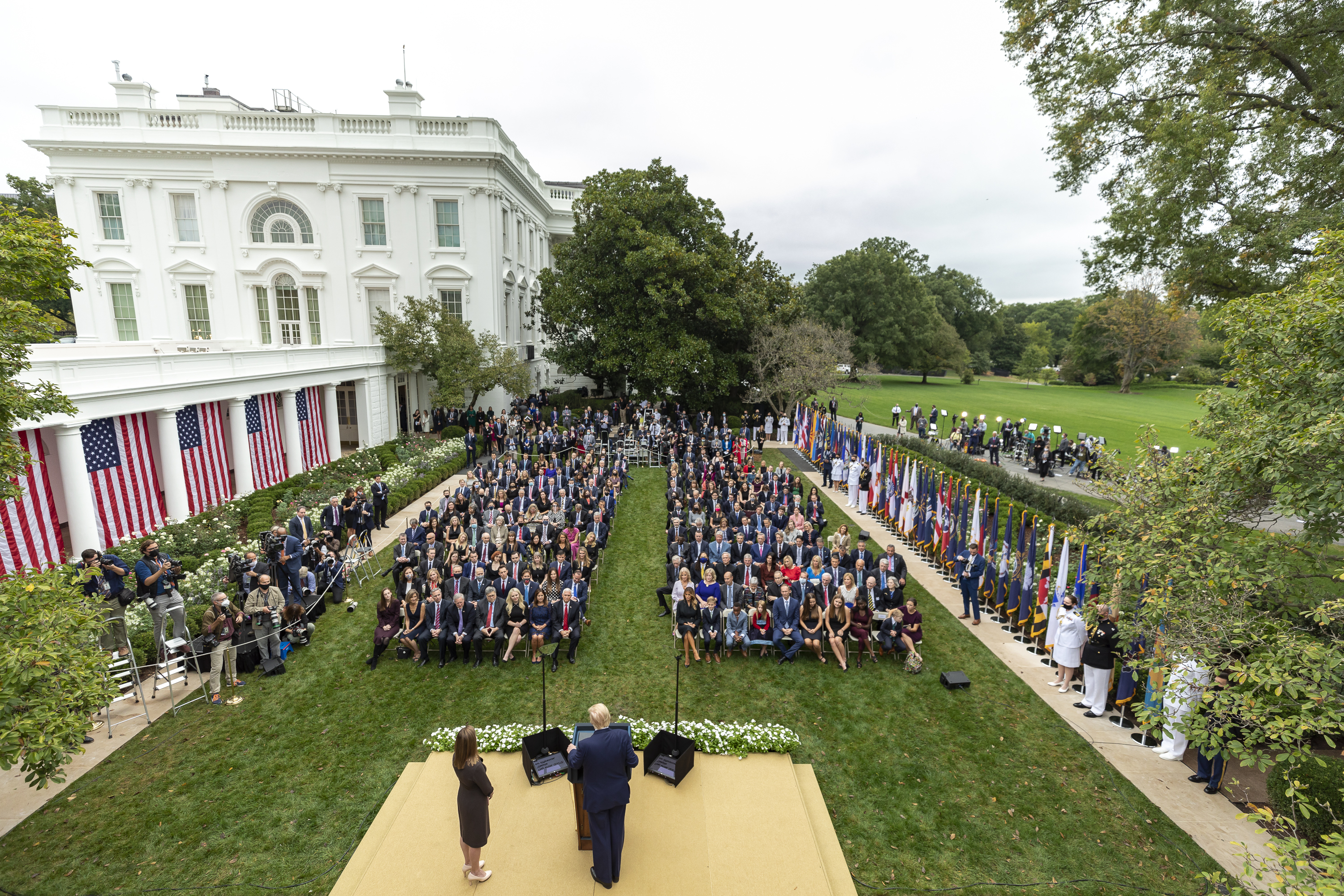
Het evenement in de rozentuin.

De uitbraak van COVID-19 in het Witte Huis is een gebeurtenis waarbij de Amerikaanse president Donald Trump, zijn vrouw Melania en een aantal bekende Republikeinse politici en presidentiële adviseurs besmet raakten met het coronavirus. Ten minste dertig mensen raakten eind september/begin oktober 2020 in het Witte Huis of bij het verkiezingsdebat in Cleveland (Ohio) besmet.
De gebeurtenis vond plaats tijdens de coronapandemie en in de laatste vijf weken van de campagnes voor de Amerikaanse presidentsverkiezingen.

## Tijdlijn
- Op zaterdag 26 september 2020 nomineerde president Trump rechter Amy Coney Barrett om plaats te nemen in het Hooggerechtshof van de Verenigde Staten. Dit gebeurde met een ceremonie in de rozentuin van het Witte Huis. De gasten, bestaande uit voornamelijk Republikeinse hoogwaardigheidsbekleders, kabinetsleden en adviseurs van de regering-Trump, waren getest op de aanwezigheid van het virus en waanden zich zodoende veilig. Veruit de meeste gasten droegen dan ook geen mond-neusmasker, hielden zich niet aan de aanbevolen zes voet (twee meter) afstand, schudden handen en gaven elkaar knuffels.[1] Ruim een jaar later bleek uit de memoires van stafchef Mark Meadows, dat de president die dag al wist dat hij besmet was. Trump zou die besmetting volgens hem nog vijf dagen hebben verzwegen.[2]
- Op maandag 28 september was er een vergadering in de Oval Office, waar Trump werd voorbereid op het eerste verkiezingsdebat dat de volgende dag zou plaatsvinden. Ook hier hield volgens Chris Christie, voormalige gouverneur van New Jersey, niemand zich aan de veiligheidsvoorschriften.[3]
- Op dinsdag 29 september werd in Cleveland het door Fox News georganiseerde verkiezingsdebat gehouden. De genodigden van de president weigerden – tegen de afspraken in – mond-neusmaskers te dragen. Presentator Chris Wallace zou later verklaren dat Donald Trump laat kwam opdagen doordat zijn coronatest lang op zich liet wachten.
- Op woensdag 30 september kreeg Trumps adviseur Hope Hicks in de Air Force One klachten, en werd in het vliegtuig geïsoleerd en getest.
- Op donderdag 1 oktober werd Hicks covidpositief bevonden.[4] Later, in de nacht van 1 op 2 oktober, werd bekend dat ook de president en zijn vrouw Melania covidpositief waren.[5]
- Op vrijdag 2 oktober verslechterde de conditie van Donald Trump en werd hij uit voorzorg opgenomen in het Walter Reed Army Medical Center. Voor hij met Marine One werd overgebracht nam hij een video op. Hij zou volgens media, die zich op uitspraken van zijn stafchef Mark Meadows baseren, eerder die dag extra zuurstof hebben gekregen. Ook gaf Trumps lijfarts Sean Conley een lijst van toegediende medicatie vrij, waaronder het nog niet goedgekeurde medicijn Regeneron.
- Op 2 en 3 oktober testten ook oud-gouverneur Chris Christie, voormalig adviseur Kellyanne Conway, RNC-voorzitter Ronna McDaniel, de senatoren Mike Lee, Thom Tillis en Ron Johnson, campagnemanager Bill Stepien, president van de Universiteit van Notre Dame John Jenkins, en zeker drie journalisten die in het Witte Huis hadden gewerkt positief.[6][7] Christie moest zich uit voorzorg laten opnemen.[8]
- Op 3 oktober meldde Trumps lijfarts dat het beter ging met de president, en dat hij op dat moment geen zuurstof nodig had. Doordat hij meldde dat Trump al 72 uur daarvoor positief getest was (wat hij later corrigeerde naar drie dagen), werd er getwijfeld aan de tijdlijn die het Witte Huis had opgegeven. Veel media meldden dat Trump na de positieve test van Hicks nog werkbezoeken en verkiezingsbezoeken had afgelegd. Ook meldde het campagneteam van presidentskandidaat Joe Biden de besmetting van Trump uit de media te hebben vernomen, en dat er geen contact was opgenomen vanuit het kamp-Trump. Die avond nam Trump nogmaals een video op, waarin hij verklaarde dat hij zich beter voelde, en dat de opname in het ziekenhuis beter was omdat hij van daaruit kon doorwerken, terwijl dat met een quarantaine in de presidentiële suite van het Witte Huis erg bemoeilijkt zou worden.
- Op zondag 4 oktober bleek ook Trumps persoonlijke assistent Nicholas Luna covidpositief te zijn.[9] Trumps gezondheid ging ondertussen vooruit. Zijn lijfarts gaf tijdens een persconferentie aan goede hoop te hebben dat Trump de volgende dag al naar het Witte Huis zou kunnen terugkeren. Ook gaf hij, in tegenstelling tot een dag eerder, toe dat Trump op 2 en 3 oktober periodes van zuurstoftekort had gehad en extra zuurstof toegediend had gekregen.[10] CNN's medische verslaggever (en chirurg) Sanjay Gupta twijfelde echter aan de lezing van dokter Conley. De medicatie die Trump krijgt, komt volgens hem overeen met die voor een ernstig zieke COVID-19-patiënt, en niet voor iemand die de volgende dag kan worden ontslagen. Die middag liet Trump zich in een auto rondrijden om de bij het ziekenhuis verzamelde aanhangers te begroeten.[11] Dit kwam hem op veel kritiek te staan omdat hij geen rekening hield met de gezondheid van de beveiligingsmedewerkers in de presidentiële auto.
Minister van Justitie Bill Barr, die ook bij de ceremonie in de rozentuin was, testte negatief voor COVID-19, en wilde aanvankelijk niet in quarantaine. Op 4 oktober besloot hij ondanks herhaalde negatieve coronatesten uit voorzorg toch in quarantaine te gaan.
- Op maandag 5 oktober bleek ook Trumps perschef Kayleigh McEnany een positieve coronatestuitslag te hebben.[12] CNN meldde dat er ook twee directe medewerkers van McEnany positief waren getest. Daarop werd een groot deel van het West Wing-personeel naar huis gestuurd om in quarantaine te gaan. McEnany had de dag daarvoor nog zonder masker de pers te woord gestaan. Er werd eveneens melding gemaakt van elf besmettingen onder medewerkers van het debat in Cleveland. Ook Greg Laurie, een evangelische voorganger van een megakerk die bij de voordrachtsceremonie aanwezig was, werd positief bevonden.[13]
Trump gaf via Twitter aan die avond het ziekenhuis te zullen verlaten. Ook riep hij op om niet bang te zijn voor het virus.[14] Zijn artsen bevestigden dat hij dusdanig vooruit was gegaan dat hij met de juiste zorg net zo goed in het Witte Huis kan verblijven. Toen Trump aankwam bij het Witte Huis liet hij zich zonder masker op het balkon fotograferen waarna hij eveneens zonder masker naar binnen ging.
- Op dinsdag 6 oktober werden kustwachtadmiraal Charles Ray en staflid communicatie van het witte huis Stephen Miller positief getest. De meeste topgeneraals van het Pentagon gingen uit voorzorg in quarantaine. Vicepresident Mike Pence, die ondanks contacten met besmette personen niet in quarantaine ging, ging akkoord met plaatsing van plexiglazen wanden op het podium van het verkiezingsdebat voor running mates dat voor de volgende dag staat gepland.
- Op woensdag 7 oktober meldde Conley dat Trump 24 uur symptoomvrij en 4 dagen koortsvrij is.[15]
- Op donderdag 8 oktober 2020 werd besloten dat het volgende verkiezingsdebat tussen Trump en Biden uit veiligheidsoverwegingen via beeldverbindingen zou worden georganiseerd. Trump ging daar niet mee akkoord en trok zijn deelname aan het debat in.
- Op zaterdag 10 oktober werd Chris Christie uit het ziekenhuis ontslagen. Trump hield ondertussen een verkiezingsbijeenkomst waarvoor 2000 aanhangers waren uitgenodigd in de rozentuin. Onder meer immunoloog Anthony Fauci, lid van Trumps eigen Coronavirus Task Force, was daarover vooraf zeer kritisch.
- Op zondag 11 oktober meldde Conley dat Trump coronavrij was gebleken na een PCR-test. In de dagen daarop trok Trump het land weer in voor grote verkiezingsbijeenkomsten.
- Chris Christie gaf op 15 oktober aan dat hij zeven dagen op de intensive care had gelegen. Ook gaf hij toe dat hij het besmettingsgevaar onderschat had en dat hij zich veilig had gewaand door het testbeleid van het Witte Huis en daarom geen afstand had gehouden en geen masker had gedragen. Hij riep zijn Republikeinse partijgenoten op om voortaan de richtlijnen te gaan promoten.[16]